# Пјанта (Болоња)
Пјанта (итал. Pianta) је насеље у Италији у округу Болоња, региону Емилија-Ромања.
Према процени из 2011. у насељу је живело 13 становника. Насеље се налази на надморској висини од 39 м.